# 小眼野鯪
小眼野鯪，為輻鰭魚綱鯉形目鯉科野鯪屬的其中一個種。該物種主要分布於亞洲巴基斯坦及印度，體長可達25公分，可做為食用魚。

## 扩展阅读
維基物種上的相關：小眼野鯪